# Carl Jenkinson
Carl Daniel Jenkinson, född 8 februari 1992 i Harlow, är en engelsk-finländsk fotbollsspelare (försvarare).

## Klubbkarriär

### Arsenal
Den 8 juni 2011 värvades Jenkinson av Arsenal och skrev på ett fyraårskontrakt. Den 13 juli 2011 gjorde Jenkinson debut för Arsenal mot Malaysia XI i en träningsmatch på Arsenals Asien-turné. Han blev utbytt i 66:e minuten.
Carl gjorde sitt första mål för Arsenal i den sista ligamatchen under säsongen 13/14.

### Birmingham City
Den 21 augusti 2017 lånades Jenkinson ut till Birmingham City över resten av säsongen 2017/2018. Han debuterade fem dagar senare mot Reading, en match som Birmingham City förlorade med 2–0 och där Jenkinson blev utbytt efter en halvtimme då hans axel gått ur led.

### Nottingham Forest
Den 7 augusti 2019 värvades Jenkinson av Nottingham Forest, där han skrev på ett treårskontrakt. Den 19 januari 2022 lånades Jenkinson ut till australiska Melbourne City på ett låneavtal över resten av säsongen 2021/2022.

### Newcastle Jets
Den 3 augusti 2022 värvades Jenkinson av australiska Newcastle Jets, där han skrev på ett tvåårskontrakt.

## Landslagskarriär
Jenkinson, vars mor är finlandssvensk, har dubbelt medborgarskap (Finland och England) och har representerat båda ländernas ungdomslandslag.
Jenkinson debuterade för Englands landslag i träningslandskampen mot Sverige den 14 november 2012.